# تعدد الغرف
على النقيض من أحادي الغرف، يعني تعدد الغرف (multicameralism) أو 'الغرف المتعددة' الحالة التي تنقسم فيها السلطة التشريعية بين عدة جمعيات متداولة، يُطلق عليها في العادة لفظ «غرف» أو «مجالس». ويشمل هذا كلاً من الأنظمة ثنائية التشريع ذات الغرفتين وثلاثية التشريع ذات الغرف الثلاث ورباعية التشريع ذات الغرف الأربع، أو أي نظام يضم عددًا أكبر من الغرف. كما ترتبط كلمة «متعدد الغرف» في نواحٍ أخرى بمعناها الحرفي الذي يعني «متعدد التجويف» عند استخدامها في العلوم أو الأحياء.
تتبنى العديد من البرلمانات والمجالس النيابية نظام التشريع متعدد الغرف (غالبًا النظام ثنائي الغرف) لتعبر عن وجهات نظر متعددة ولتكوّن شكلاً من أشكال الفصل بين السلطات داخل السلطة التشريعية.